# Palais des sports de Saint-Nazaire
Le Palais des sports de Saint-Nazaire ou La Soucoupe est une salle omnisports située à Saint-Nazaire dans le département de la Loire-Atlantique en Pays de la Loire.
La salle contient 2 200 gradins fixes et peut évoluer jusqu’à 3 500 places. Édifiée à partir de 1963 au cœur d’une vaste zone de 52 hectares dédiée aux sports et aux loisirs, le bâtiment a été inauguré en 1970 après sept ans de travaux. Ses architectes, Vissuzaine, Longuet et Rivière ont travaillé en collaboration avec l’architecte de la ville, Joly.

## Histoire
Après la Seconde Guerre mondiale, le secteur du grand marais est assaini avec l’apport de 500 000 m3 de gravats et quelque 600 000 m3 de sable provenant de l’estuaire de la Loire. Ces travaux de remblaiement ne sont cependant pas suffisants à rendre la zone constructible. La ville décide alors de la transformer en une vaste zone de loisirs de cinquante hectares. Vingt hectares sont réservés à la promenade et aux loisirs, trente autres sont dévolus aux sports. Ce nouvel espace est destiné à remplacer les équipements sportifs d’alors – Le Plessis et Méan-Penhoët – vétustes et éloignés du centre-ville. Cette place de choix donnée au sport est à l’époque un moyen de contribuer au redressement national par l’éducation et l’hygiène du corps. Ces travaux d’aménagement débutent en 1959 et s’achèvent en 1967.
En 1962, la ville souhaite se doter, au cœur de ce nouvel ensemble, d’une salle pluridisciplinaire et modulable pour le sport et les spectacles. En raison de la nature du sol, les architectes imaginent une structure légère en forme de calotte sphérique qui permet de limiter les fondations. La solution d’assoir la nouvelle salle sur une semelle en radier est cependant vite abandonnée au profit d’un système de fondations profondes, dit des pieux Franki. 166 pieux constituent les fondations du bâtiment sur lesquels viennent reposer des poutres externes. Les fondations et les terrassements durent 7 mois. La cérémonie de la première pierre se déroule en octobre 1963.
La soucoupe est ensuite construite sur le principe du voile de béton. Des cercles de béton sont posés de manière concentrique pour obtenir la calotte sphérique. La toiture est également pensée pour être la plus légère possible. Elle est supportée par une double maille tri-directionnelle. Entre ces deux mailles sont disposés quatre couches de matériaux en sandwich (polyvinyle, polystyrène, plaque d'isogyl dur et aluminium). La masse de la toiture est de 12 kg/m2. La calotte sphérique mesure 83 mètres de diamètre à la cime, 21 mètres de hauteur, et 48 mètres de diamètre à sa base. L’ensemble de la structure pèse 900 000 tonnes.
Le chantier de construction va durer sept ans en raison de déboires importants (faillite de l’entreprise de gros œuvre, difficultés budgétaires, intempéries, grèves de 68...). En février 1970, la soucoupe est inaugurée.
Aujourd’hui totalement dévolue aux sports, la soucoupe n’accueille plus que trois manifestations par an à caractère culturel ou événementiel.
La « Soucoupe » est inscrite au titre des monuments historiques par arrêté du 29 mai 2019 en raison de « sa cohérence architecturale, de la qualité de sa conception technique et plastique, de l'ingéniosité de sa mise en œuvre, ainsi que de son appartenance à une composition spatiale cohérente ».

## Événements
- Combat de boxe entre Roland Cazeaux (Champion EBU (European) Super Featherweight) et Luc Rudi Haeck, 27 février 1976
- Harlem Globetrotters, 27 mai 2010

## Galerie

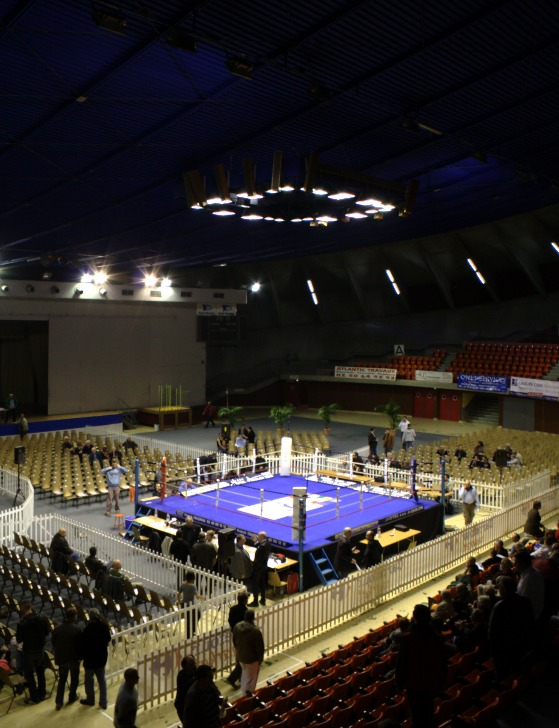
Intérieur